# 龙枪系列小说

龙枪标志

龙枪系列小说一般是指一系列由美国作家玛格莉特·魏丝（Margaret Weis）和崔西·西克曼（Tracy Hickman）所写的，作为龙与地下城战役背景设定的奇幻小说。有时也会包括由其他作者所写的衍生小说。

## 龙枪小说历史
龙枪小说的出版是在二十世纪八十年代初期的美国。那个时候是桌上角色扮演遊戲方兴未艾之时。1984年，第一部龙枪小说——《龙枪编年史：秋暮之巨龙》(Dragonlance Chronicle: Dragons of Autumn Twilight)出版之后，它横扫市场。作为“龙与地下城”产品的背景小说，它的热销同时也推动了“龙与地下城”全线产品的热销。这也同时使它的作者，玛格丽特·魏丝和崔西·西克曼成为了《纽约时报》畅销书排行榜上的作家。
《龙枪编年史》当时在市场上填补了TRPG玩者们需要的背景文学空间。给TRPG玩家们提供了一个奇幻的世界，给他们在其中历险。在这样一个充实的背景下进行游戏，能给他们带来更多投入感。同时，《编年史》还成功地塑造了“平民英雄”的形象。“龙枪”中的英雄，不是刀枪不入的神人，而是与世人一般，受到来自于社会的压力和内心的挣扎，普普通通的平凡人，讓读者們更能感同身受。
以龍槍世界為背景的小說自2014年為止已超過190本，除了瑪格麗特‧魏絲和崔西‧西克曼以外有許多其他作家曾經參與過，如理查‧奈克(Richard A. Knaak)、克里斯‧皮爾森(Chris Pearson)等人。

## 龍槍背景與小說主線
龙枪的故事舞台在名为“克莱恩”(Krynn)的世界中。在这个世界中，“善良”、“中立”、“邪恶”三种阵营构成一个稳定的三角形，掌控着彼此之间的平衡。
三角平衡/三的倍數是龍槍設定中極為重要的一環。克莱恩的神界中，有分别代表三种阵营的主神。魔法中有体现三种阵营的月亮以及對應的袍色，主要活躍的精靈族有三族，矮人有三族，索蘭尼亞騎士以及塔克西絲(奈拉卡)騎士也分成三個位階。
「善良會救贖自身」、「邪惡會自相殘殺」、「兩者之間的擺盪讓世界進步」，這是龍槍故事的中心概念。其他像是信仰的意義、人和神之間的關係這類宗教意味較濃厚的要素亦在作品中不斷提及。
和其他龍與地下城的世界設定相比，龍在設定中扮演的角色更為吃重。標題的龍槍來自故事中受善神祝福的武器─屠龍槍。傳說中擁有亞茍斯銀臂、卡拉斯神鎚以及鑄造知識的人方可打造這種致命的武器。
龍槍系列的故事主要发生在“安赛隆”大陆(Continent of Ansalon)上。除了安赛隆以外也有其他大陸，其中之一稱為塔拉達斯(Taladas)，小說塔拉達斯編年史(The Taladas Chronicles)三部曲便是講述發生在另一塊大陸上的故事。
史學家將克萊恩的歷史分成五個紀元：
創星年代(Age of Starbirth)、夢幻年代(Age of Dreams)、力量年代(Age of Might)、絕望年代(Age of Despair)與凡人年代(Age of Mortals)。
編年史三部曲內容主要描述絕望年代中名為長槍戰爭(War of the Lance)的大事件，在力量年代的末期，當時權勢如日中天的伊斯塔教皇狂妄地想「消滅世界上所有的邪惡力量」，甚至僭越稱神，諸神因此降下神罰，史稱大災變。大灾变后人們一度失去信仰遺忘諸神，直到長槍英雄之一，奎蘇族的金月将信仰重新帶回克萊恩。在長槍戰爭中，史稱長槍英雄的一群冒險者們成功阻止邪神之首萬色返空龍塔克西絲以實體降臨世界的陰謀。
長槍戰爭後和平並沒有因此降臨，原長槍英雄的一員魔法師雷斯林‧馬哲里意圖徹底消滅塔克西絲，達到封神偉業，他的雙胞胎哥哥卡拉蒙得穿越時空阻止弟弟的野心，這段稱為雙子試煉的故事記載於「龍槍傳奇」。
離群索居的艾達人(Irda)為抵抗塔克西絲騎士團的侵略，意外釋放出被封印的神上之神：萬有全無之父混沌，為打倒混沌善良與邪惡力量並肩而戰，最後終於再度將祂逐離，然而付出的沉重代價是諸神得要再度離開克萊恩，這場慘烈的戰鬥稱為混沌之戰(Chaos War)，又稱為第二次大災變，「夏燄之巨龍」便是講述這段故事。
眾神離開後進入凡人的年代，人們開始尋找新的魔法力量，不料來自異界的龍王降臨，世界又陷入一片殺伐與混亂，原來除了克莱恩外，還有其他世界存在，龍王們來自一個只有龍的世界，也因此力量都比克萊恩的本地龍（金屬龍和五彩龍）要強上很多，眾人賴以抵抗龍王的魔法受到亡靈吞噬不斷消退，此刻一個名叫米娜(Mina)的女子出現，打著唯一真神的旗號開始討伐龍王，這段歷史記載在靈魂之戰(War of Souls)三部曲。
靈魂之戰尾聲時眾人發現原來混沌之戰後眾神根本沒有離開，而是塔克西絲趁亂將世界搬離，唯一真神就是她的偽裝，此舉因而引來龍王，最後善良之神的領袖，白金龍神帕拉丁自降為凡人，按照世界的律法塔克西絲同時失去神力，隨即被精靈王子西瓦諾謝用斷折的龍槍殺死。
靈魂之戰後失去塔克西絲的米娜遊走在眾神之間，展現超越凡人的力量，讓她開始懷疑起自己的身世，究竟米娜的真實身份為何？這段故事記載在黑暗信徒(The Dark Disciple)三部曲中 。
善神與邪神之首離開天界，精靈失去家園，龍人與牛頭人的國度興起，狂魔法與三月魔法使用者之間的鬥爭，代表世界與善惡相爭的天枰依舊不停的擺盪著‧‧‧

## 龍槍主要人物

### 修瑪傳奇（龍槍前傳之一）
- 修瑪（Huma）──人類，索蘭尼亞騎士。和身為自己座騎的銀龍（的人類形態）相戀，成功阻止黑暗女王塔克西絲（Takhisis）君臨天下，亦因此戰死。
- 瑪濟斯（Magius）──人類法師，修瑪的戰友。
- 喀茲（Kaz）──牛頭人，修瑪戰友。

### 龍槍编年史
- 半精靈坦尼斯（Tanis Half-Elven）──半精靈，戰士。常常是隊伍中的領導者。雖然經常懷疑自己的選擇是否正確，但同伴們都義無反顧地追隨他。
- 佛林特．火爐（Flint Fireforge）──丘陵矮人，戰士。跟半精靈坦尼斯是長年的好友。後死於家族性的心臟病。根據費資本所說，佛林特死後會在一棵樹下，等待泰索何夫。
- 泰索何夫·柏伏特（Tasslehoff Burrfoot）──坎德人，盜賊。對恐懼免疫，時常在不知不覺間「借用」他人的財物。在很多時候都是關鍵人物。
- 卡拉蒙．馬哲理（Caramon Majere）──人類，戰士。是雷斯林的哥哥，非常愛護雷斯林。
- 雷斯林．馬哲理（Raistlin Majere）──人類，原是紅袍法師，後來轉變成黑袍法師。是卡拉蒙的弟弟，對魔法擁有極大的天賦才能同時也擁有極大的野心。
- 史東．布萊特布雷德（Sturm Brightblade）──人類，索蘭尼亞骑士。在對抗龍騎將奇蒂拉的戰鬥中光榮戰死。
- 金月（Goldmoon）──平原人，奎蘇族公主，信仰醫療女神米莎凱的牧師，跟河風是一對戀人。
- 河風（Riverwind）──平原人，奎蘇族流浪者（Ranger，或翻成遊俠），是金月的戀人兼侍衛。
- 費資本（Fizban）──看似瘋癲的老法師，著名台詞是「我的帽子！」，但實際上是克萊恩良善陣營主神帕拉丁的化身。
- 奇蒂拉（Kitiara）──人類，龍騎將。卡拉蒙和雷斯林的姐姐，性格十分剛烈。坦尼斯的前戀人。座騎是藍龍「藍天」。
- 羅拉娜（Laurana Kanan）——奎靈納斯提族精靈的公主，太陽詠者的小女兒，波修士和吉爾塞納斯的妹妹。從小對坦尼斯真分愛慕，後為之離開家園。在長槍之戰中被譽為“黃金將軍”。坦尼斯的戀人。
- 吉爾賽那斯（Gilthanas Kanan）——太陽詠者的二兒子，羅拉娜的哥哥。起先對於妹妹愛上半精靈坦尼斯非常憤怒。後來遭遇並愛上化為野精靈的西悠瓦拉（Silvara），與之遠走他鄉。
- 西悠瓦拉（Silvara）——以野精灵的形态出现，其实是一只银龙。她是与修玛相恋并助他战胜黑暗之后的那只银龙的妹妹，后来与精灵吉尔塞那斯相恋。
- 阿爾翰娜．星光（Alhana Starbreeze）——西瓦那斯提的精靈國王星辰詠者羅拉克·卡拉登(Lorac Caladon)的女兒。他愛上史東，並送給他一枚星鑽。

### 龍槍傳奇
- 克麗珊娜（Crysania）──神眷之女（Revered Daughter），人類白袍牧師。愛上雷斯林並協肋他打開時空之門挑戰黑暗之后塔克西絲（Takhisis），但雷斯林卻是在利用她。直到她在無底深淵瞎了即將面臨死亡，她才看清楚事情的真相。
- 達拉馬（Dalamar）──闇精靈，雷斯林的學徒，為選擇邪惡之道的黑袍法師，因此被稱做「黑袍達拉馬」。是法師議會派來監視雷斯林的間諜。雷斯林識破他後在他胸口留下五個永不癒合的掌印傷口。
- 雷斯林．馬哲理（Raistlin Majere）──長槍英雄之一。在本作中已經是「掌握現在和過去的強者」了，為了擊敗塔克西絲並將自己封神而利用了克麗珊娜。
- 卡拉蒙．馬哲理（Caramon Majere）──長槍英雄之一。在故事開始時是一個無可救藥的酒鬼，得知雷斯林的野心後，踏上阻止他的旅程。
- 泰索何夫．柏伏特（Tasslehoff Burrfoot）──長槍英雄之一。在本作中擔任關鍵人物的角色。

### 龍槍傳承
奇蒂拉之子
- 史鋼．布萊特布雷德（Steel Brightblade）──奇蒂拉和史東之子，由莎拉撫養長大。正準備立下血誓效忠於塔克西絲，因受莎拉之請求，經由卡拉蒙和坦尼斯的引導進入法王之塔見了其父遺容，並繼承了史東的星鑽和寶劍後，卻仍選擇成為百合騎士。
- 莎拉．鄧斯坦──史鋼的養母。在一個距離帕蘭薩斯不遠的小鎮遇見得了熱病且懷孕的奇蒂拉，莎拉悉心照顧奇蒂拉，並在奇蒂拉康復離去時自願成為孩子的養母。

遺產
- 帕林．馬哲理（Palin Majere）──人類法師，卡拉蒙和提卡的兒子。在三色袍法師之首的計劃之下，與達拉馬召喚出來的雷斯林幻影直接面對，通過了大法師的試煉，並受雷斯林贈與馬濟斯法杖。
- 達拉馬（Dalamar）──闇精靈，雷斯林的學徒。在此作成為黑袍法師之首，仍為帕蘭薩斯城的大法師之塔主人。在幫帕林進行大法師的試煉時召喚了雷斯林的幻影，卻也間接喚醒了在無底深淵中沉睡的雷斯林。
- 卡拉蒙．馬哲理（Caramon Majere）－－帕林的父親，盡力阻止兒子成為法師，但在帕林成功通過大法師的試煉後深感驕傲。

要打賭嗎？
- 坦尼．馬哲理（Tanin Majere）－－卡拉蒙和提卡的大兒子。和弟弟史東都是戰士，立志成為索蘭尼亞騎士。
- 史東．馬哲理（Sturm Majere）－－卡拉蒙和提卡的二兒子。和哥哥坦尼都是戰士，同樣立志成為索蘭尼亞騎士。
- 帕林．馬哲理（Palin Majere）－－卡拉蒙和提卡的小兒子。白袍法師，繼承了雷斯林的馬濟斯法杖。
- 道根．紅錘－－一名矮人。在聖奎斯特港市中的旅店「縫合帆」中與三兄弟拚酒，並在三兄弟都醉倒後將他們弄到侏儒的船（人類稱之奇蹟號）上，請求幫忙尋回灰寶石，並前往蓋加斯之島。

雷斯林的女兒
- 雷斯林．馬哲理（Raistlin Majere）──在此篇中，時間點是在雷斯林剛通過大法師的試煉。雷斯林身體虛弱，擁有一頭白髮、金色的沙漏眼睛和金色皮膚。
- 卡拉蒙．馬哲理（Caramon Majere）──雷斯林的哥哥，一名戰士。
- 安柏莉－－一名善良又美麗的艾達人女子，受一種名叫娃林的具有魔力的習俗約制，艾達人的靈魂將控制另一個人的靈魂，必須結成夫婦並懷孕，否則將會受折磨而死。雷斯林即受到了此種束縛，在兩人發生關係的翌日安柏莉悄然離去，於日後誕下一擁有金色雙眸的女兒時難產而死。

奉獻
- 珍娜－－傑斯塔瑞斯之女，達拉馬的戀人。經營帕蘭薩斯城中的法器店。
- 達拉馬（Dalamar）──雷斯林的學徒。黑袍法師之首，帕蘭薩斯城的大法師之塔主人。
- 拉夏－－奎靈那斯提的參議員。軟禁阿爾翰娜，計畫毀了三族和約，流放阿爾翰娜及波修士，並讓吉爾薩斯成為下一任太陽詠者。
- 吉爾薩斯（Gilthas Pathfinder）－－坦尼斯和羅拉娜之子。受拉夏引誘前往奎靈那斯提，並被迫成為太陽詠者。
- 坦尼斯（Tanis Half-Elven）──吉爾薩斯之父。
- 阿爾翰娜．星光（Alhana Starbreeze）——與波修士結婚，西瓦那斯提的正統繼承人，奎靈那斯提的皇后。遭拉夏軟禁於奎靈那斯提，後被流放。

### 夏焰之巨龍
- 混沌(Chaos)── 眾神之父，又名萬有全無之父，與至高神(High God)是對立的一方。先前封印於蓋加斯灰寶石中，艾達人將祂釋放，因此掀起混沌戰爭。
- 史鋼‧布萊特布雷德（Steel Brightblade）──奇蒂拉和史東的私生子，在混沌之戰中率領善惡聯軍正面挑戰混沌。
- 帕林‧馬哲理（Palin Majere）－卡拉蒙和提卡的小兒子。白袍法師，繼承了雷斯林的馬濟斯法杖，與史鋼一同挑戰混沌。
- 坦尼斯（Tanis Half-Elven）──原長槍英雄的一員，在防守法王之塔時為保護史鋼被無名蠻人殺死。
- 烏霞(Usha)──艾達人收養的人類女孩，原謠傳是雷斯林的女兒，與帕林相戀。
- 道根‧紅錘── 一名好賭的矮人，實為某位神明的化身
- 泰索何夫．柏伏特（Tasslehoff Burrfoot）── 長槍英雄之一，在打敗混沌的戰役中扮演了極為關鍵的角色

### 靈魂之戰
- 泰索何夫．柏伏特（Tasslehoff Burrfoot）──少數依然在生的長槍英雄之一。所有人都認為他在混沌之戰中被萬有全無之父殺死，但實際上他使用了時光裝置逃走了。
- 卡拉蒙．馬哲理（Caramon Majere）──少數依然在生的長槍英雄之一。在本作已經是一個老人了，在再次見到泰索何夫時心臟病發死去。
- 羅拉娜（Laurana Kanan）——少數依然在生的長槍英雄之一。在本作中已經是奎靈納斯提族精靈的太后，但依然十分美麗。在對抗綠龍王碧雷的戰鬥中，光榮戰死了。
- 金月（Goldmoon）──少數依然在生的長槍英雄之一。密議教的教主。本作中已經步入老年，但因為「唯一真神」的關係，變回年輕，但外貌有所不同（因為是根據米娜心目中金月年輕時的樣子）。金月本人很討厭變回年輕。
- 雷斯林．馬哲理（Raistlin Majere）──在本作中以鬼魂的姿態登場，也是他的協助眾神才得以找回世界。
- 帕林．馬哲理（Palin Majere）──人類法師，卡拉蒙和提卡的兒子。兩位兄長坦尼和史東（以坦尼斯和史東·布萊特布雷德命名）已在前作戰死，另有兩個妹妹。前作和鄔霞（Usha）、史鋼（史東·布萊特布雷德和奇蒂拉的兒子）及克萊恩眾神之一李奧克斯（Reorx）一同在混沌之戰中封印萬有全無之父。本作和達拉瑪一同被米娜殺死，後來和達拉瑪一起被復活，但和達拉瑪不同的是，柏林在復活後放棄了魔法。
- 米娜（Mina）──金月養大的孤女，「唯一真神」塔克西絲的信徒，以新的黑暗之主身份領導黑暗騎士。完全沉迷於塔克西絲的說話，直到最後依然認為塔克西絲做的事才是正確的。
- 杰拉德·鎢斯·孟塔（Gerard uth Mondar）──人類，索蘭尼亞騎士。頭髮是稻草色，雖然樣貌醜陋，但十分正直。
- 奧蒂拉（Odila）──人類，索蘭尼亞騎士。在故事中期成為了「唯一真神」的信徒之一，後來成為了明鏡的龍騎士。
- 明鏡（Mirror）──克萊恩本地龍之一，失明的銀龍。一直在找尋失蹤了的金屬龍們。和凱蘭卓斯（藍天）有近似朋友的關係。和銳刃可算是同伴。
- 銳刃（Razor）──克萊恩本地龍之一，藍龍。雖然金屬龍和五彩龍是敵對，但銳刃還是和明鏡成為了同伴。在對抗紅龍王瑪烈中被瑪烈殺死。
- 吉爾薩斯（Gilthas Pathfinder）──坦尼斯和羅拉娜的兒子，有四份一人類血純，是奎靈那斯提的太陽詠者（即國王），本作中也不再是傀儡王了。
- 牝獅（Lioness）──野精靈。本名凱蓮，是精靈義軍首領，吉爾薩斯的妻子。
- 加爾達（Galdar）──牛頭人，由於米娜幫他重生了失去的右臂，因而追隨米娜，慢慢愛上了她，後來為了救米娜而被塔克西絲斬斷右臂。
- 西瓦諾謝（Silvanoshei）──西瓦娜斯提精靈國王，曾當戰俘。因為愛上米娜而離開國家追尋米娜，後來為了救米娜而殺死已被貶為人類的塔克西斯，亦因此被米娜殺死。
- 瑪烈赤斯（Malystryx）──簡稱瑪烈。紅龍王。是安塞隆上最強大的龍。來自克萊恩以外的世界。
- 碧雷林斯拉諾克斯（Beryllinthranox）──簡稱碧雷。綠龍王。十分依賴魔法，指望有一日可以取代瑪烈。和瑪烈一樣來自克萊恩以外的世界。
- 凱蘭卓斯（Khellendros）──曾是奇蒂拉的坐騎，又名藍天。藍龍王。少數在巨龍戰爭中脫穎而出的克萊恩本地龍（但實際上是來自克萊恩以外的世界）。由於之前還沒開始成長才會和克萊恩本地龍差不多大小。和明鏡有近似朋友的關係，但不太願意承認。
- 瓦索尼斯（Valthonis）──柏拉丁在放棄神祇地位，變成凡人後所使用的新名字。在精靈語中這是「流亡者」的意思。（劇情備註：塔克西斯偷走世界，帕拉丁為對抗祂使身為善神之主的自己自貶為凡人，使身為惡神之主的塔克西斯一同被貶為人類，原因是平衡必須維持）

## 龙枪系列小说

### 主线
按阅读次序(故事時間)排列
- 龙枪编年史（Dragonlance Chronicles）
  - 秋暮之巨龙(Dragons of Autumn Twilight)
  - 冬夜之巨龙(Dragons of Winter Night)
  - 春晓之巨龙(Dragons of Spring Dawning)
- 龍槍編年史：失落篇章(The Lost Chronicles)
  - 王國深處之巨龍(Dragons of the Dwarven Depths)
  - 雲城飛將之巨龍(Dragons of the Highlord Skies)
  - 魔瞳法師之巨龍(Dragons of the Hourglass Mage)
- 龙枪传奇(Dragonlance Legends)
  - 时光之卷(Time of the Twins)
  - 烽火之卷(War of the Twins)
  - 试炼之卷(Test of the Twins)
- 龙枪传承(The Second Generation)
- 夏焰之巨龙(Dragons of Summer Flame)
- 灵魂之战(The War of Souls)
  - 落日之巨龙(Dragons of a Fallen Sun)
  - 陨星之巨龙(Dragons of a Lost Star)
  - 逝月之巨龙(Dragons of a Vanished Moon)
- 黑暗信徒(The Dark Disciple)
  - 琥珀與灰(Amber and Ashes )
  - 琥珀與鐵(Amber and Iron)
  - 琥珀與血(Amber and Blood)

### 衍生小说
Margaret Weis 作品：(按系列排序)
- 編年史 (The Chronicles)
  1. 《秋暮之巨龍》 (Dragons of Autumn Twilight,1984)
  2. 《冬夜之巨龍》 (Dragons of Winter Night,1985)
  3. 《春曉之巨龍》 (Dragons of Spring Dawning,1985)
- 編年史第二世代 (The Chronicles:The Second Generation)
  1. 《龍槍傳承》 (The Second Generation,1995)
  2. 《夏焰之巨龍》 (Dragons of Summer Flame,1995)
- 編年史失落篇章 (The Chronicles: The Lost Chronicles Trilogy)
  1. 《王國深處之巨龍》 (Dragons of the Dwarven Depths,2006)
  2. 《雲城飛將之巨龍》 (Dragons of the Highlord Skies,2007)
  3. 《魔瞳法師之巨龍》 (Dragons of the Hourglass Mage,2009)
- 龍槍傳奇 (Dragonlance Legends)
  1. 《時光之卷》 (Time of the Twins,1986)
  2. 《烽火之卷》 (War of the Twins,1986)
  3. 《試煉之卷》 (Test of the Twins,1986)
- 靈魂之戰 (The War of Souls)
  1. 《落日之巨龍》 (Dragons of a Fallen Sun,2000)
  2. 《隕星之巨龍》 (Dragons of a Lost Star,2001)
  3. 《逝月之巨龍》 (Dragons of a Vanished Moon,2002)
- 黑暗信徒 (Dark Disciple)
  1. 《琥珀與灰燼》 (Amber and Ashes,2004)
  2. 《琥珀與鋼鐵》 (Amber and Iron,2006)
  3. 《琥珀與鮮血》 (Amber and Blood,2008)
- 康氏軍團 (Kang's Regiment)
  1. 《毀滅旅隊》 (The Doom Brigade,1996)
  2. 《龍人的標準》 (Draconian Measures,2000)
- 雷斯林 (The Raistlin Chronicles)
  1. 《靈魂熔爐》 (The Soulforge,1998)
  2. 《烽火試煉》 (Brothers in Arms,1999)
- 命運 (Destinies)
  1. 《詐欺之龍(未出版)》 (Dragons of Deceit,TBA)
  2. 《命運之龍(未出版)》 (Dragons of Fate,TBA)

其它作者作品：
大多数龙枪的衍生小说并没有中文的版本，大多数的翻译来自朱学恒翻译的《龙枪编年史》注释和地名翻译。
- The Age of Mortals:
  1. Conundrum (2002年)
  2. The Lioness (2002年)
  3. Dark Thane (2003年)
  4. Prisoner of Haven (2004年)
  5. Wizard's Conclave (2004年)
  6. The Lake of Death (2004年)
- The Barbarians:
  1. Children of the Plains (2000年)
  2. Brother of the Dragon (2001年)
  3. Sister of the Sword (2002年)
- Bertrem's Guides:
  1. Bertrem's Guide to the Age of Mortals (2000年)
  2. Bertrem's Guide to the War of Souls Volume One (2001年)
  3. Bertrem's Guide to the War of Souls Volume Two (2002年)
- The Chaos War:
  1. 《最后的领主》(The Last Thane) (1998年)
  2. 《夜空之泪》(Tears of the Night Sky) (1998年)
  3. 《别管他山脉之围》(The Siege of Mt. Nevermind) (1999年)
  4. 《血海掠夺者》(Reavers of the Blood Sea) (1999年)
  5. 《傀儡国王》(The Puppet King) (1999年)
- Classics Series:
  1. Murder In Tarsis (1996年)
  2. Dalamar the Dark (2000年)
  3. The Citadel (2000年)
  4. The Inheritance (2001年)
- Defenders of Magic:
  1. 《黑夜之眼》(Night of the Eye) (1993年)
  2. 《美杜莎灾难》(The Medusa Plague) (1994年)
  3. 《第七哨兵》The Seventh Sentinel (1995年)
- The Dhamon Saga:
  1. Downfall (2000年)
  2. Betrayal (2001年)
  3. Redemption (2002年)
- The Dragon Anthologies:
  1. The Dragons of Krynn (1994年)
  2. 《战争中的巨龙》(The Dragons at War) (1996年)
  3. The Dragons of Chaos (1998年)
- Dragons of a New Age:
  1. The Dawning of a New Age (1996年)
  2. The Day of the Tempest (1997年)
  3. The Eve of the Maelstrom (1998年)
- 矮人王国三部曲:
  1. Covenant of the Forge (1993年)
  2. Hammer and Axe (1993年)
  3. 《剑鞘和约》(The Swordsheath Scroll) (1993年)
- Elven Exiles Trilogy:
  1. Sanctuary (2005年)
- 精灵王国三部曲:
  1. 《初生》(Firstborn) (1991年)
  2. 《阋墙之战》(The Kinslayer Wars) (1991年)
  3. 《奎灵那斯提》(The Qualinesti) (1991年)
- 亚苟斯三部曲:
  1. A Warrior's Journey (2003年)
  2. A Wizard's Fate (2004年)
  3. A Hero's Justice (2005年)
- Heroes:
  1. 《修玛传奇》(The Legend of Huma) (1988年)
  2. 《暴风之剑》(Stormblade) (1988年)
  3. 《鼬鼠的好运气》(Weasel's Luck) (1988年)
- Heroes II:
  1. 《牛头人喀兹》Kaz the Minotaur (1990年)
  2. 《索巴丁之门》(The Gates of Thorbardin) (1990年)
  3. 《骑士加伦》(Galen Beknighted) (1990年)
- The Icewall Trilogy:
  1. The Messenger (2001年)
  2. The Golden Orb (2002年)
  3. Winterheim (2003年)
- The Kingpriest Trilogy:
  1. Chosen of the Gods (2001年)
  2. Divine Hammer (2002年)
  3. Sacred Fire (2003年)
- The Linsha Trilogy:
  1. City of the Lost (2003年)
  2. Flight of the Fallen (2004年)
  3. Return of the Exile (2005年)
- Lost Histories:
  1. 《艾达》(The Irda) (1995年)
  2. 《达贡那斯提》(The Dargonesti) (1995年)
  3. 《卡贡那斯提》(The Kagonesti) (1995年)
  4. 《牛头人之境》(Land of the Minotaurs) (1996年)
  5. 《溪谷矮人》(The Gully Dwarves) (1996年)
  6. 《龙》(The Dragons)  (1996年)
- Lost Legends:
  1. 《威纳斯·索兰那斯》(Vinus Solamnus) (1997年)
  2. 《费斯坦但提勒斯重生》(Fistandantilus Reborn) (1997年)
  3. 《触陷阱舅舅的故事》(Tales of Uncle Trapspinger) (1997年)
- Meetings Sextet:
  1. 《灵魂相锲》(Kindred Spirits) (1991年)
  2. 《流浪癖》(Wanderlust) (1991年)
  3. 《黑暗之心》(Dark Heart) (1992年)
  4. 《誓言与标准》The Oath and the Measure (1992年)
  5. 《钢铁与岩石》(Steel and Stone) (1992年)
  6. 《同伴》(The Companions) (1993年)
- The Minotaur Wars:
  1. Night of Blood (2003年)
  2. Tides of Blood (2004年)
  3. Empire of Blood (2005年)
- Preludes:
  1. 《光明与黑暗》Darkness and Light (1989年)
  2. 《坎德摩尔》(Kendermoore) (1989年)
  3. 《马哲理兄弟》(Brothers Majere) (1989年)
- Preludes II:
  1. 《平原之子河风》(Riverwind the Plainsman) (1990年)
  2. 《国王佛林特》(Flint the King) (1990年)
  3. Tanis, the Shadow Years (1990年)
- The Rise of Solamnia Trilogy:
  1. Lord of the Rose (2005年)
  2. The Crown and the Sword (2006年)
  3. The Last Measure (2007年)
- The Taladas Chronicles:
  1. Blades of the Tiger (2005年)
  2. Trail of the Black Wyrm (2006年)
  3. Shadow of the Flame (2007年)
- 短篇故事集：
  1. 《克莱恩的魔法》(The Magic of Krynn) (1987年)
  2. 《坎得人、溪谷矮人和侏儒》(Kender, Gully Dwarves, and Gnomes) (1987年)
  3. 《爱与战争》(Love and War) (1987年)
- 短篇故事集2:
  1. 《伊斯塔王权》(The Reign of Istar) (1992年)
  2. 《大灾变》(The Cataclysm) (1992年)
  3. 《长枪战争》(The War of the Lance) (1992年)
- Tales of the Fifth Age:
  1. Relics and Omens (1998年)
  2. Heroes and Fools (1999年)
  3. Rebels and Tyrants (2000年)
- The Villains:
  1. 《戴上面具之前》(Before the Mask) (1993年)
  2. The Black Wing (1993年)
  3. 《安塞隆的皇帝》(Emperor of Ansalon) (1993年)
  4. 《大神官韩德瑞克》(Hederick the Theocrat) (1994年)
  5. Lord Toede (1994年)
  6. The Dark Queen (1994年)
- The Warriors:
  1. 《圣剑骑士》(Knights of the Sword) (1995年)
  2. 《马奎斯塔·卡松》(Maquesta Kar-Thon) (1995年)
  3. 《泰洛斯·艾朗菲尔德》(Theros Ironfeld) (1996年)
  4. 《皇冠骑士》(Knights of the Crown) (1996年)
  5. 《玫瑰骑士》Knights of the Rose (1996年)
  6. 《索斯爵士》(Lord Soth) (1996年)
  7. 《任性骑士》(The Wayward Knights) (1997年)
- Various Anthologies:
  1. The Search for Magic- Tales From the War of Souls (2001年)
  2. The Players of Gilean- Tales From the World of Krynn (2003年)
  3. The Search for Power- Dragons From the War of Souls (2004年)
  4. Dragons in the Archives- The Best of Weis and Hickman (2004年)
- Stand alone novels:
  1. 《吉尔赛纳斯的冒险史诗》The Odyssey of Gilthanas (1999年)